# دیوکه فتر
دیوکه فتر (هلندی: Dieuwke Fetter؛ زادهٔ ۲۶ ژانویهٔ ۱۹۹۱) قایقران روئینگ زن اهل هلند است.